# Knäppkängor

Knäppkängor av svart skinn. Tillhört Irma von Geijer - Hallwylska museet - 89302

Knäppkängan är en känga med vadlångt skaft som stängs med knappar. För att knäppa kängan används en särskild kängknäppare. På 1860-talet började den masstillverkas i Sverige och blev mycket populär. Den vanligaste modellen var i svart kalvskinn.
Knäppkängor användes in på 1920-talet.Det fanns även knäppkängor för herrar som gick över anklarna och som användes in på 1940-talet.